# Ад и небо
«Ад и небо» (пол. Piekło i niebo) — художественный фильм польского режиссёра Станислава Ружевича 1966 года. Основан на произведении Корнеля Филиповича и Тадеуша Ружевича.

## Сюжет
Автобус, на котором путешествовал дед Игнатий Засада, попал в автокатастрофу. Жертвы автокатастрофы попали на Страшный Суд, где решается, кто отправится в ад, а кто в рай. Петрусь, внук Игнатия, побывав и в аду, и в раю, сказал, что ему больше нравится на Земле, куда они с дедушкой после многочисленных приключений и вернулись.

## В ролях
- Казимеж Опалиньский — дед Игнатий Засада,
- Юзеф Фронтчак — Пётрусь, внук Игнатия,
- Марта Липиньская — ангел-хранитель Петруся,
- Эльжбета Старостецкая — ангел-хранитель Игнатия,
- Тадеуш Плюциньский — дьявол-хранитель Игнатия / официант,
- Ян Кобушевский — сценарист,
- Яцек Федорович — сценарист,
- Ванда Лучицкая — Виктория, домработница сценариста,
- Зыгмунт Зинтель — режиссёр,
- Витольд Скарух — второй режиссёр,
- Веслав Михниковский — Стефан,
- Анджей Щепковский — Франтишек,
- Барбара Поломская — первая жена Франтишека,
- Ханка Белицкая — вторая жена Франтишека,
- Ванда Якубиньская — бабушка Игнатия,
- Тереса Шмигелювна — подруга Игнатия,
- Ян Цецерский — Костусь, друг Игнатия,
- Януш Палюшкевич — лесничий, друг Игнатия,
- Барбара Валкувна — Андзя,
- Юзеф Нальберчак — водитель автобуса,
- Юзеф Лодыньский — кондуктор в автобусе,
- Кристина Фельдман — пассажирка автобуса,
- Людвик Касендра — пассажир автобуса,
- Ирена Щуровская — Кика,
- Ярема Стемповский — любовник Кики,
- Здзислав Лесняк — любовник Кики,
- Влодзимеж Скочиляс — прелюбодей в шкафу,
- Богумил Кобеля — аристократ, жарящийся на вертеле,
- Войцех Семион — демагог,
- Бронислав Павлик — отшельник,
- Адам Павликовский — офицер,
- Малгожата Лесневская — ангел-чиновник,
- Анджей Красицкий — житель неба,
- Александер Фогель — житель неба,
- Зофья Червиньская — жительница неба, красящая губы
- Эва Кшижевская — дьявол-хранитель
- Казимеж Фабисяк — дьявол в старом аду,
- Збигнев Кочанович — дьявол-француз в старом аду,
- Лех Ордон — дьявол,
- Ежи Турек — дьявол,
- Тадеуш Робак — дьявол,
- Януш Клосиньский — генерал в мечте Франтишека,
- Людвик Бенуа — ковбой в мечте Пётруся,
- Сильвестер Пшедвоевский — солдат,
- Михал Шевчик — солдат,
- Войцех Загурский — караванщик,
- Венчислав Глинский — голос судьи на суде.

## Съёмочная группа
- Режиссёр: Станислав Ружевич
- Оператор: Курт Вебер
- Композитор: Войцех Киляр